# Dynamische Fahrgastinformation
Eine dynamische Fahrgastinformation (DFI, auch DyFa) soll Fahrgäste im öffentlichen Personenverkehr über die aktuell angebotenen Fahrten unterrichten. Dafür werden die Daten der langfristig – statisch – festgelegten Fahrpläne aus fortlaufend – dynamisch – festgestellten Fahrplanabweichungen ergänzt. Das Fahrgastinformationssystem (DFIS) stellt somit eine Erweiterung der herkömmlichen (statischen) Fahrgastinformation dar.

## Anwendung

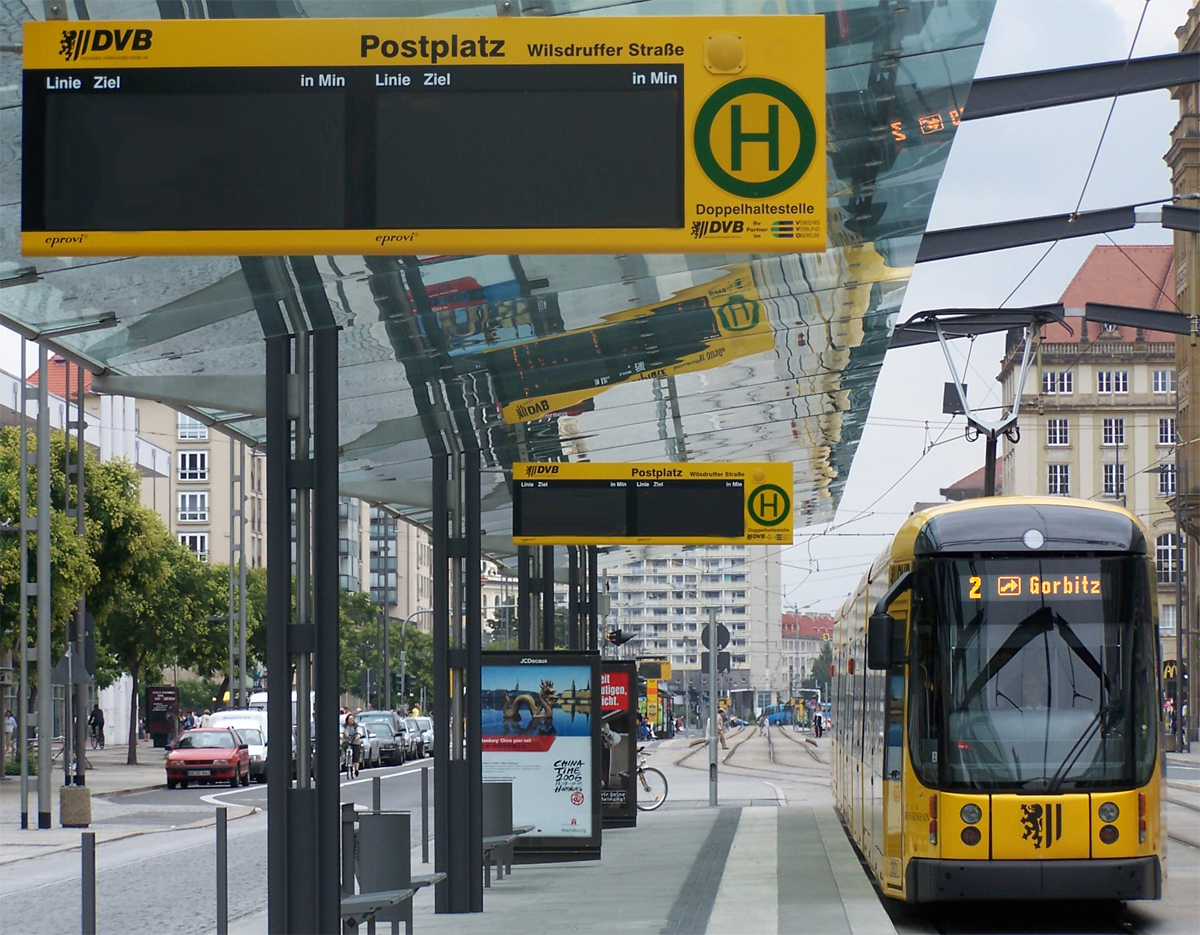
Dynamischer Fahrgastinformations(DFI)-Anzeiger am Dresdner Postplatz

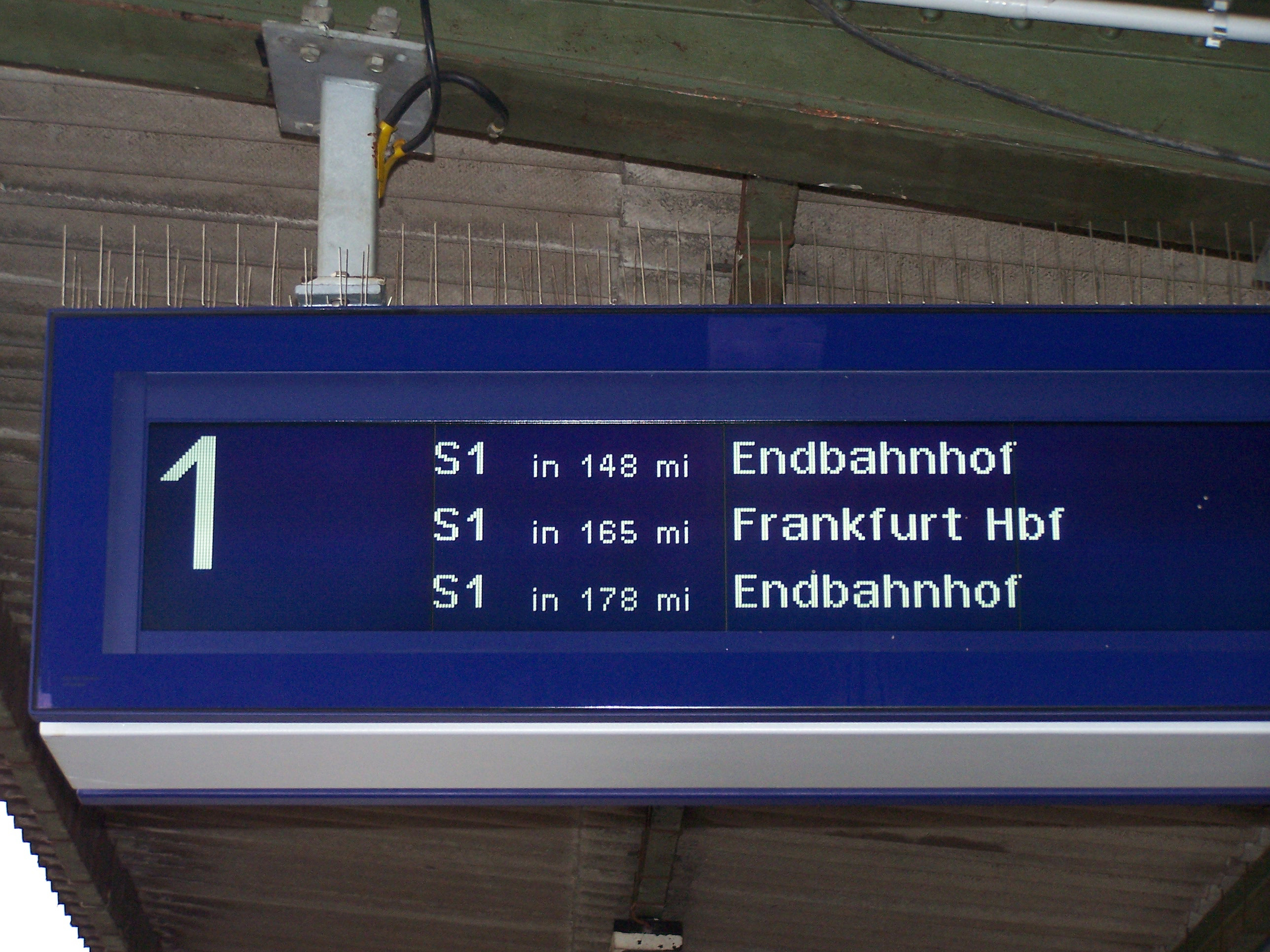
Fahrgastinformation im Bahnhof Frankfurt (Main) Höchst

Eine häufige Forderung von Fahrgästen an die Verkehrsunternehmen ist eine geeignete Echtzeit-Information. Diese ist unaufgefordert bei jeder Abweichung vom abgedruckten statischen Fahrplan abzugeben. Im Sinne der Verfügbarkeit steht der Anbieter hier in der Bringschuld z. B. bei Baustellen, Umleitungen/Ersatzverkehren, Verspätungen und Ausfällen. Ein funktionierendes DFI-System kann solche Informationen an Bahnhöfen und Haltestellen, in den Fahrzeugen oder in Informationssystemen (Mobile-Apps, World Wide Web/WAP, SMS, Teletext/Videotext, telefonische Abfrage) präsentieren. So kann eine DFI Fahrgäste über Ereignisse zeitnah informieren.
Im Einzelfall haben Fahrgäste auch die Möglichkeit, sich durch die dynamische Fahrgastinformation zu ihrem Vorteil lenken zu lassen:
- Wenn Fahrten in die gleiche Richtung von verschiedenen Stellen (Haltestellen, Gleisen) abfahren, kann eine DFI der sofortigen Orientierung auch ohne Fahrplankenntnis dienen, weswegen an großen oder unübersichtlichen Haltestellen/Bahnhöfen bevorzugt große Abfahrt-Anzeigetafeln angebracht werden.
- Gelegentlich bietet es sich an, auf andere Strecken oder Individualverkehrsmittel (zu Fuß gehen, Taxi etc.) auszuweichen.

Verkehrsunternehmen schaffen in zunehmendem Umfang DFI-Systeme an, weil diese die Akzeptanz des öffentlichen Verkehrs steigern. Etwa seit 2005 sind solche Anlagen bei privat betriebenen Eisenbahn-Strecken und im öffentlichen Personennahverkehr größerer deutscher Städte üblich.
Die Deutsche Bahn AG übermittelt schon seit Jahren Verspätungsinformationen durch Anzeigesysteme und Lautsprecher-Durchsagen. Dieses Reisenden-Informationssystem (RIS) ist über das Internet und Auskunfts-Personal in Bahnhöfen abfragbar.
Vereinzelt werden auch an Straßenverkehrswegweisern, die auf Park-and-ride-Plätze hinweisen, den Autofahrern die Minuten bis zur Abfahrt des nächsten öffentlichen Verkehrsmittels von der zugehörigen Haltestelle angezeigt.

## Komponenten einer DFI-Anlage

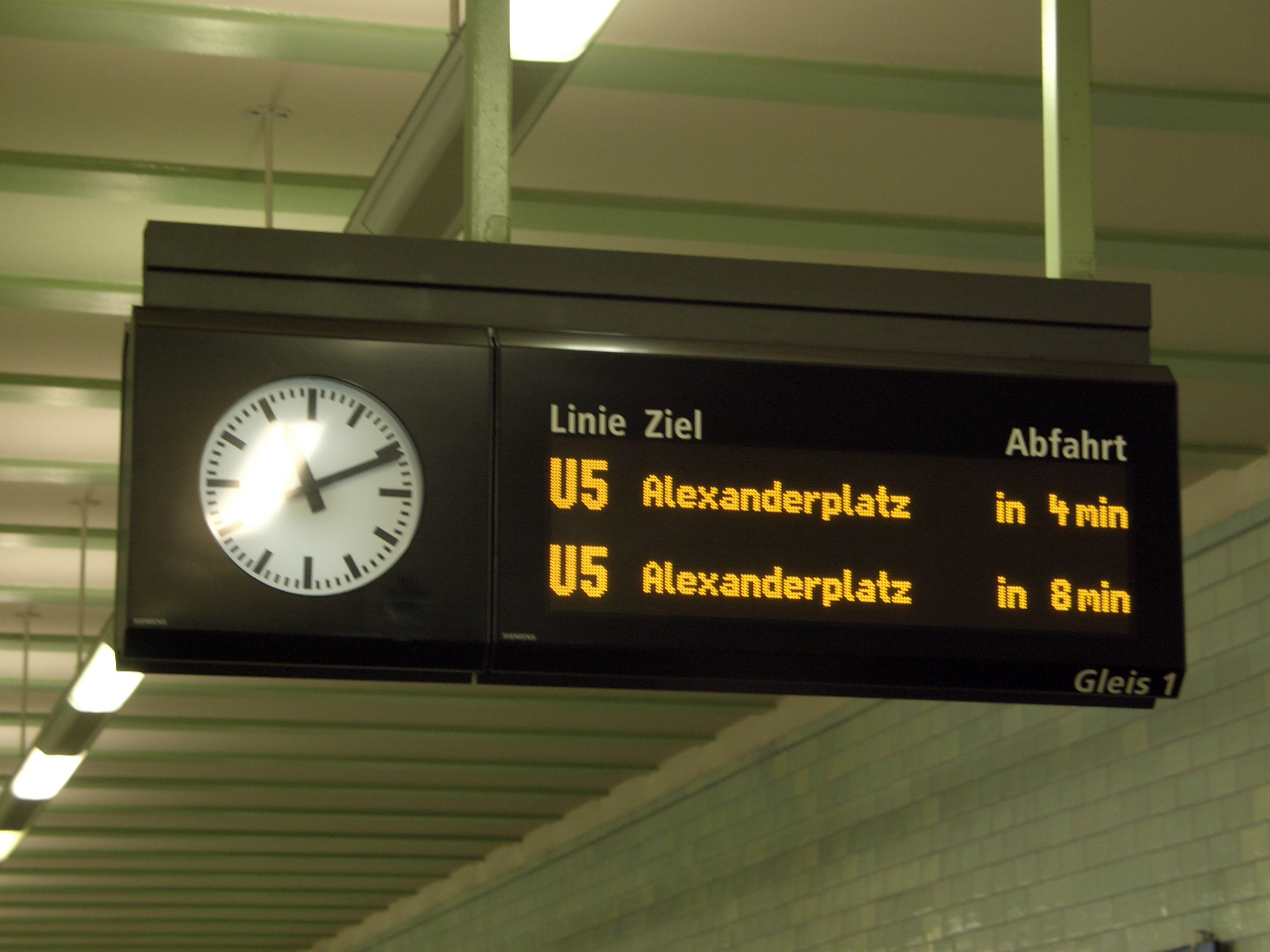
DAISY im Berliner U-Bahnhof Samariterstraße

Ein DFI-System besteht im Allgemeinen aus mehreren Komponenten, die die Informationen sammeln, aufbereiten und präsentieren. Die ersten DFI-Anlagen wurden als Zusatz zu vorhandenen rechnergestützten Leitsystemen (RBL), die unter anderem dem Personal Informationen zum aktuellen Fahrbetrieb liefern, realisiert und von den Herstellern solcher Anlagen angeboten. Hochentwickelte computergestützte Leitsysteme besitzen Informationen über den Fahrplan, die Streckenführung und die aktuellen Fahrzeugbewegungen, und sie verfügen über Datenwege zu einigen der Orte, an denen die Information präsentiert werden soll. Die Informationsbeschaffung bei unterschiedlichen Quellen (zum Beispiel für verkehrsbetriebsübergreifende Umsteiger-Informationen) und die gewünschte, auf moderne Präsentationsmedien mögliche, flexible Informationsdarstellung erfordert eine erhebliche Komplexität der Hardware und Software. Aus diesem Grund verstärkt sich seit 2005 der Trend, ein DFI-System als eigenständige Funktionseinheit zu sehen. Diese Installationen arbeiten oft eng mit Leitsystemen zusammen. In bestimmten Fällen ist bei Installation einer hochentwickelten DFI-Anlage, die auch das Betriebspersonal ausreichend informiert, die Notwendigkeit eines Leitsystems nicht mehr gegeben.
Die Komponenten einer DFI-Anlage können in folgende Funktionsgruppen eingeteilt werden: Bedienung durch das Personal, Datenerfassung, Datenaufbereitung, Datenübertragung, Präsentation für den Fahrgast.

### Bedienung
Da diverse Parameter, die teilweise oft verändert werden müssen (zum Beispiel Fahrtausfälle, Sonderzüge, anzuzeigende Sondertexte), die Funktion der DFI-Anlage beeinflussen, ist es notwendig, eine Bedienmöglichkeit für das Personal bereitzustellen. Zusätzlich kann ein solcher Bedienplatz das Personal über die aktuellen Fahrzeugpositionen, die Text-Inhalte aller Anzeiger und mögliche Fehlerbedingungen informieren. In manchen Fällen wird dieser Arbeitsplatz mit dem Bedienplatz eines Leitrechners kombiniert.

### Datenerfassung
Grundlage der DFI ist die dynamische Echtzeit-Information über die aktuellen Fahrzeugbewegungen. Das DFI-System erhält diese Informationen aus einem Leitrechner (entweder Fahrzeugpositionen oder bereits aufbereitete prognostizierte Ankunfts- und Abfahrtszeiten) oder aus speziell der DFI zugeordneten Fahrzeugortungssystemen. Für Schienenfahrzeuge sind mit Datenkabeln angebundene Überfahrtsensoren üblich, Busse müssen meist mit funkgestützten Einrichtungen lokalisiert werden. Die Fahrzeuge erkennen ihre Position beispielsweise durch GPS oder durch die Vorbeifahrt an speziellen Infrarotsendern und übermitteln diese Information mittels analogem oder digitalem privatem Betriebsfunk oder über ein öffentliches Netz wie GPRS.
Neben den aktuellen Fahrzeugbewegungen importieren DFI-Anlagen in manchen Fällen auch Fahrplandaten (inklusive aktuellen Änderungen) automatisch von einem entsprechenden Rechnersystem.

### Datenaufbereitung
Diese zentrale Funktionalität der DFI berechnet anhand einer „Anzeige-Strategie“ die zu präsentierende Information aus den Parametern und den erfassten dynamischen Daten. Hierzu zählt die Prognose der zukünftigen Fahrzeugbewegung (sofern diese Daten nicht bereits von einem Leitsystem übernommen werden können) und die Berechnung der wechselnden Texte und Grafiken für die verschiedenen Präsentationsmedien. Besonders für stationäre Haltestellen-Anzeiger (siehe unten) ist eine komplexe Anzeige-Strategie zu beachten, die Informationen wie „nächste Fahrt: Linie X nach Y in Z Minuten“ (möglichst groß und von weitem lesbar), „die nächsten Fahrten an diesem Haltepunkt“ (möglichst viele Fahrten sind anzuzeigen), Sondertexte etc. nach einer Prioritätssteuerung zeitlich abwechselnd oder in einem flexiblen Layout geeignet gemischt darstellen kann.

### Datenübertragung
Die DFI benötigt ein umfangreiches Netz aus Datenwegen zur Informationsbeschaffung und zur Versorgung der Präsentationseinrichtungen. Hier werden je nach Umfeld verschiedenartige Techniken eingesetzt: dezidierte elektrische und optische Kabelwege und Weitverkehrsnetzwerke, Mitbenutzung von Standardnetzwerken wie großräumigen Ethernet-Installationen, ATM und OTN, Mitbenutzung der Kabel- oder Funkdatenwege eines Leitsystems, dezidierte Funkstrecken, beispielsweise auf DECT-Basis, öffentliche paketorientierte Funknetze wie GPRS und UMTS, VPN-Strecken über Internetverbindungen.

### Präsentation

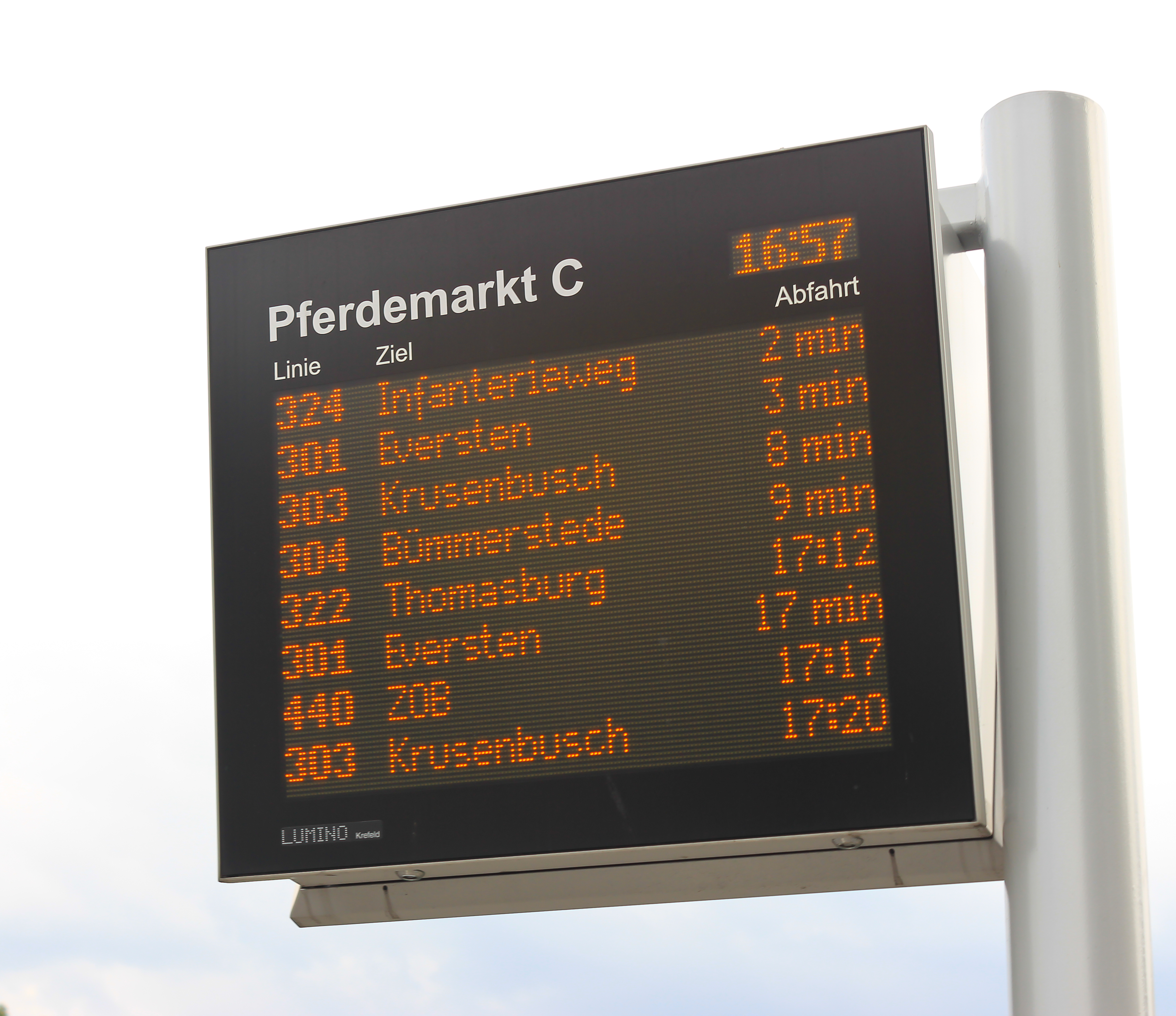
Anzeige eines Fahrgastinformationssystems an einer Bushaltestelle in Oldenburg

Der Fahrgast kann je nach Systemauslegung über verschiedene Medien auf die Information der DFI zugreifen: elektronische Anzeigetafeln (Displays) in Fahrzeugen und stationär an Haltestellen, automatische oder – in Umsetzung des Zwei-Sinne-Prinzips für blinde und sehbehinderte Fahrgäste – auf Knopfdruck verfügbare akustische Durchsagen in Fahrzeugen und stationär an Haltestellen (incl. BLIS), Webseiten im Internet, automatische Telefonansagen, SMS-Abruf mittels Mobiltelefon. Jede dieser Einrichtungen erfordert entsprechend ausgelegte Hardware, Software und Datenwege.
Im Fahrzeug-Innenraum sind Lautsprecherdurchsagen und zeichenbasierte LCD-Anzeigen üblich. Vollgrafische Displays (z. B. TFT-Monitore und LED- oder Plasma-Anzeiger) sind ebenfalls im Einsatz. Mit diesen Displays sind auch Umsteigemöglichkeiten mit Echtzeit-Informationen für die nächste Haltestelle darstellbar. Über die aktuelle Position des Fahrzeugs informieren in einigen Fällen auch Perlschnur-Anzeiger, bei denen entweder Leuchtpunkte auf einem Fahrtroutenplan die nächste Haltestelle markieren, oder kleine Textdisplays einige folgende Haltestellen auf der Route zeigen. Mitunter werden vollgrafische Displays zusätzlich zu Werbezwecken verwendet. Die Datenversorgung der Informationsmedien im Fahrzeug-Innenraum geschieht meist durch den im Leitsystem eingebundenen Bordrechner.
Stationäre Installationen an Haltestellen und Bahnhöfen können aus optischen Anzeigern und akustischen Durchsagegeräten bestehen. Während sich die akustischen Ansagen auf die Ankündigung der nächsten Fahrt beschränken oder – z. B. für Sehbehinderte – auf Knopfdruck auch längere Texte elektronisch vorlesen, können Zugzielanzeiger dauerhaft unterschiedliche Informationen präsentieren.
Neben den an Haltestellen eingesetzten akustischen und optischen Informationen können im Zulauf-Bereich auch bedienbare Computerterminals zur Abfrage der dynamischen Fahrgastinformationen bereitgestellt werden.
DFI-Anzeigen kann es auch außerhalb der Haltestellenbereiche geben, so in Dresden im Schillergarten. Zudem stellen Verkehrsunternehmen Webanwendungen zur Präsentation der Echtzeit-Informationen zum Beispiel in Einkaufszentren zur Verfügung. 
Die Anzeigesysteme werden je nach örtlichen Bedingungen per Kabel (Feldbus, Ethernet, HDLC) oder über Funkstrecken (Betriebsfunk, DECT, GPRS, DAB) mit Daten versorgt.

### Darstellung der Abfahrtzeiten
Für den Fahrgast ist die wichtigste Information der DFI die prognostizierte Abfahrtzeit des Fahrzeugs. Eine DFI-Anlage kann jedoch diese Information nur zuverlässig zur Verfügung stellen, wenn die Sensoren auf der Zulauf-Strecke aktuelle Daten über die Fahrzeug-Bewegungen liefern. Bei Störungen oder für nicht mit Sensorik ausgestattete Streckenteile ist die DFI gezwungen, auf die statischen Zeiten des Fahrplans zurückzugreifen. Um dem Fahrgast diesen Unterschied zu vermitteln, zeigen viele Installationen die dynamisch prognostizierten Ankunft- oder Abfahrtzeit in Minuten (z. B. „3 min“), was besonders bei hoher Taktrate sinnvoll ist, während die statische Fahrplandaten als absolute Uhrzeit angegeben werden (z. B. „13:37“). Diverse Installationen bieten diesen Service allerdings nicht und zeigen alle Abfahrtzeiten in derselben Weise an, sodass die Zuverlässigkeit der Angaben vom Fahrgast nicht beurteilt werden kann. Als Kompromiss werden bspw. bei der Deutschen Bahn die statische Fahrplanzeit und ggf. zusätzlich die voraussichtliche Verspätung angezeigt (z. B. „13:37 +3“).

### ZugInfoMonitor (ZIM)
Ende 2016 begannen bei der Deutschen Bahn Pilotprojekte zur Modernisierung der bisher an den Bahnhöfen eingesetzten Fahrgastinformationsanlagen durch den ZugInfoMonitor (ZIM). Hierbei handelt es sich um ein 46-Zoll-Display, das als Zuganzeige oder kleine Abfahrtstafel einsetzbar ist und die Lücke zwischen Fahrgast-Informations-Anzeiger (FIA) und Dynamischem Schriftanzeiger (DSA) schließen soll.
ZugInfoMonitore kommen beispielsweise im Netz der Berliner S-Bahn nach und nach zum Einsatz. Geplant war hier die Umrüstung an 27 Stationen, welche seit dem 21. Juni 2021 lief und bis zum 28. August 2021 andauern sollte.

## Verkehrsbetriebs-übergreifende Fahrgastinformation

### Datenaustausch zwischen Nahverkehrsbetrieben

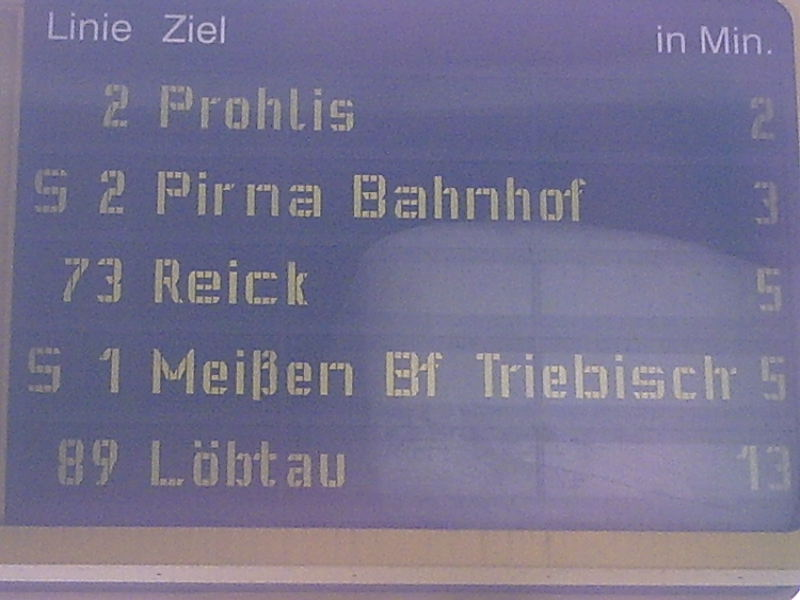
An der Dresdner Haltestelle „Hp.Dobritz“ zeigt die DVB-Anzeigetafel nicht nur die eigenen Linien (Straßenbahn 2, Busse 73 und 89) an, sondern auch die in der +1-Ebene verkehrenden, durch die Deutsche Bahn betriebenen S-Bahn-Linien S 1 und S 2

Im Jahr 2003 hat der Verband Deutscher Verkehrsunternehmen (VDV) herstellerübergreifende Schnittstellen für die Zusammenarbeit benachbarter Verkehrsbetriebe bei Anschlusssicherung (VDV 453) und „dynamischer Fahrplanauskunft“ (VDV 454) definiert. 2005 entstanden die ersten DFI-Systeme, die in der Lage waren, dynamische Informationen von benachbarten Verkehrsbetrieben zu übernehmen und gemischt mit eigenen Daten zu präsentieren. Erste Systeme, die vollständig nach VDV 454 arbeiten, existieren mittlerweile, so zum Beispiel bei der DFI in Wien oder seit 2007 dem Istdatenserver (IDS) des Verkehrsverbundes Rhein-Ruhr.
Seit 2005 werden bei den Stadtwerken München die dynamischen Fahrtinformationen der U-Bahn, S-Bahn, Bus und Tram in einem rein auf VDV 453 basierenden Informationsmanagementsystem (IMS) zusammengeführt und daraus die Fahrgastinformationsanzeiger gespeist. Seit 2008 fließen teilweise diese Informationen auch in eine webbasierte Fahrplanauskunft, die die verkehrsübergreifende haltestellenbezogene Fahrplanauskunft in Echtzeit ermöglicht.

### Datenaustausch zwischen Deutscher Bahn und anderen Nahverkehrsbetrieben
Die Deutsche Bahn nennt vertragsrechtliche Hindernisse, Echtzeit-Informationen über die tatsächlichen Fahrtdaten der Personenzüge an Systeme anderer Betreiber zu übergeben. Aus diesem Grunde ist momentan (Stand Sommer 2005) erst eine einzige Installation bekannt, bei der dynamische Anschlussinformationen von S-Bahn-Zügen auf DFI-Anlagen eines lokalen Verkehrsbetriebs angezeigt werden. Technisch dagegen sind gerade bei der Deutschen Bahn ideale Voraussetzungen zur Weitergabe dynamischer Umsteigerinformationen gegeben: das UIC-Datennetz kann über eine gut zugängliche genormte Schnittstelle zuverlässig Realtime-Daten (allerdings in regional unterschiedlicher Genauigkeit) liefern.
Auch umgekehrt ist es noch nicht üblich, direkt am Bahngleis dem aussteigenden Fahrgast dynamische Informationen über die tatsächlich erreichbaren Nahverkehrsmittel an die Hand zu geben. In einigen Stationen sind aber Anzeiger des Nahverkehrsbetriebs im Zulaufbereich installiert.

## Bilder

### Layout-Zeichnung Vorankündiger

In LED-Matrix-Technik mit 192 × 128 Pixeln

Vorankündigung mit Fahrten des Bus- und Zugverkehrs.
Am oberen Rand werden das Logo der Busverkehrsgesellschaft und die aktuelle Uhrzeit gezeigt. Dazwischen das Motto der Verkehrsgesellschaft in Laufschrift.
Die Busfahrten werden mit der voraussichtlichen Abfahrtszeit (in … Min) angezeigt. Bei Zugfahrten ist die planmäßige Abfahrtszeit angegeben, bei bekannten Verspätungen um einen entsprechenden Hinweis ergänzt, der abwechselnd mit dem Ziel gezeigt wird (in der statischen Abbildung ist das nicht ersichtlich).
Wie inzwischen üblich werden also alle dem Fahrplan entnommenen Zeitpunkte und Zugfahrzeiten explizit mit Stunde und Minute präsentiert, während prognostizierte Bus-Abfahrtszeiten in der Form in … Minuten angegeben werden.

### Layout-Zeichnung Zug-Ankündigung

Auf einem Bahnsteig-Anzeiger in LED-Matrix-Technik mit 192 × 48 Pixeln

Am Bahnsteig werden hier die fünf nächsten Fahrten mit den minutengenau prognostizierten Abfahrtzeiten angegeben.

### Layout-Zeichnung Zug-Ziel-Anzeige

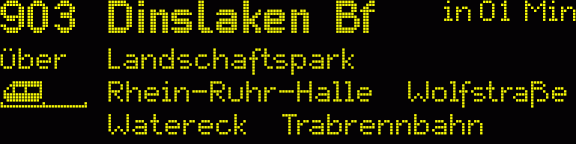
Auf einem Bahnsteig-Anzeiger in LED-Matrix-Technik mit 192 × 48 Pixeln

Kurz vor Einfahrt eines Fahrzeugs wechselt die Darstellung auf ein für diese Fahrt spezifisches Bild mit vergrößerter, weithin sichtbarer Fahrt-Definition, „über-Orten“ und einem Symbol zur Angabe der Zuglänge und Halteposition.

### Foto Bus-Ankündigung

Am Bahnhofplatz von Chur ein TFT-Display mit 1024 × 768 Pixeln

In der Unterführung werden hier die 12 nächsten Abfahrten mit den minutengenau prognostizierten Abfahrtzeiten angegeben. Die Abfahrten können auch im WWW und per WAP abgefragt werden.

### Foto Bus Abfahrtszeit-Anzeige

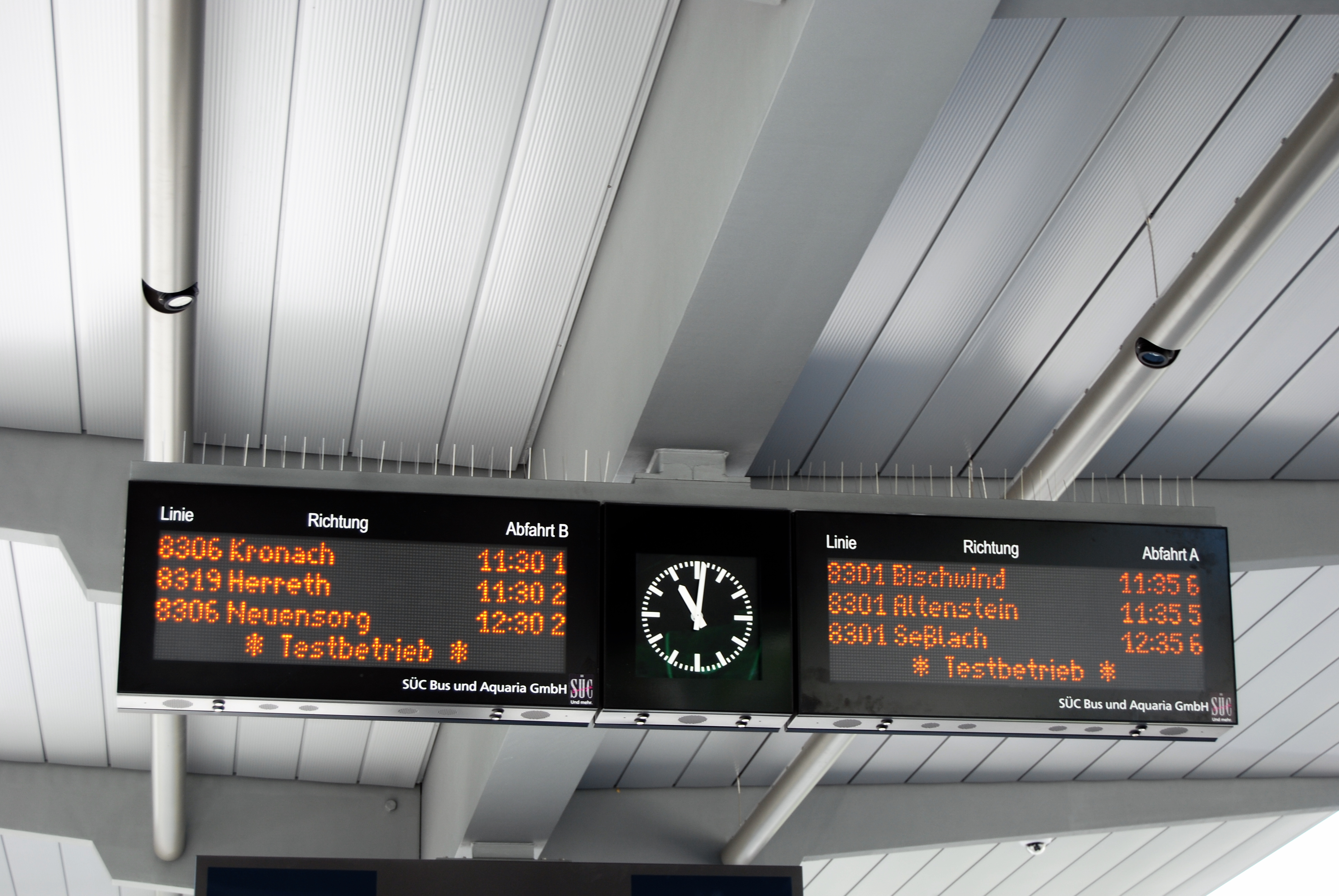
Abfahrtsanzeige der Regionalbusse am ZOB Coburg im Testbetrieb

Auf den Anzeigen werden die nächsten Busabfahrten sowie deren genaue Abfahrtsposition am Bussteig angezeigt.

### Foto dynamische Fahrgastinformation für Bus und Bahn

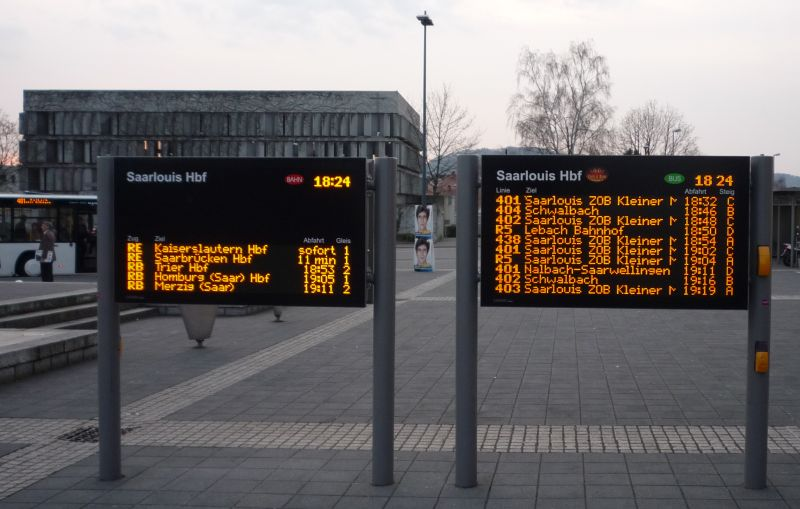
Dynamische Fahrgastinformation vor dem Bahnhof Saarlouis

In dieser Variante werden die Abfahrtszeiten für Busse und Bahnen auf zwei getrennten Anzeigen dargestellt.

### Foto einzeilige dynamische Fahrgastinformation

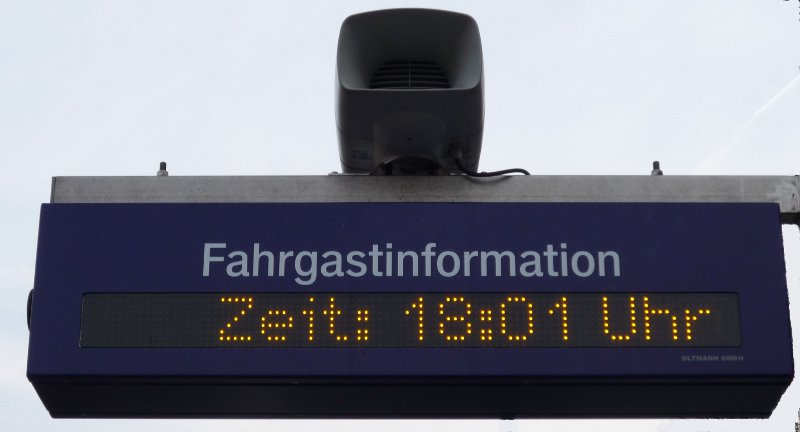
Einzeilige dynamische Fahrgastinformation im Bahnhof Mettlach

An kleineren Bahnhöfen der Deutschen Bahn AG kommen einzeilige dynamische Fahrgastinformationen (Dynamische Schriftanzeiger) zum Einsatz. Diese zeigten in Laufschrift nur Verspätungen an bzw. normalerweise die Uhrzeit (ebenfalls in Laufschrift). Seit einem bundesweiten neuen Update für die DSA zeigen diese nun auch immer den nächsten fahrplanmäßigen Zug an.